# Jurilovca, Tulcea
Jurilovca (în rusă Журиловка, în trecut Unirea) este satul de reședință al comunei cu același nume din județul Tulcea, Dobrogea, România. Se află în partea central-estică a județului, în Podișul Babadagului, pe malul nordic al lacului Golovița.
Jurilovca este un sat întemeiat de rusi în pragul veacului XIX.
Deși la începuturile sale un mic cătun, așezarea s-a dezvoltat devenind la sfârșitul secolului XIX un centru important al pescuitului în zona Deltei Dunării, în prezent fiind cea mai mare comunitate de pescari din Deltă dar și un punct de atracție turistică.